# Bombenanschlag auf serbische Reisebusse bei Podujevo
Der Bombenanschlag auf serbische Reisebusse bei Podujevo war ein am 16. Februar 2001 verübter Terroranschlag auf mehrere von der Stadt Gračanica aus kommende und in Richtung Niš fahrende serbische Reisebusse in der Ortschaft Livadice bei Podujevo im seinerzeitigen UN-Protektorat Kosovo. Durch den Bombenanschlag wurden elf serbische Zivilisten getötet, darunter ein zweijähriges Kind, und mehrere Dutzend schwer verletzt. Der Anschlag bei Podujevo wurde von kosovo-albanischen Extremisten begangen.

## Geschichte
Die sogenannte Niš-ekspres war ein Konvoi von mehreren Bussen, der mit etwa 200 serbischen Reisenden aus Gračanica in Richtung der Stadt Niš fuhr. Der Konvoi stand unter dem Schutz der britischen Einheit der KFOR und wurde von fünf schwedischen Panzerfahrzeugen eskortiert. Eine ferngesteuerte Bombe explodierte um Mittag in der unmittelbaren Nähe des Konvois, als dieser durch die mehrheitlich von Albanern besiedelte Stadt Podujevo geleitet wurde. Die Reisenden hatten zuvor Familiengräber in Gračanica besucht. Der erste Bus nahm die volle Wucht der Explosion auf. 11 Insassen starben, 40 wurden schwer verletzt.
Als Urhebers des Attentats wurden sofort Kosovo-albanische Extremisten vermutet. Fünf albanische Männer wurden festgenommen und in ein US-Gefangenenlager gebracht, jedoch konnten vier von ihnen bereits 2002 entkommen. Der verbliebene Verdächtige, Florim Ejupi, wurde 2008 für schuldig befunden und zu 40 Jahren Gefängnis verurteilt. Allerdings wurde er am 13. März 2009 unter mysteriösen Umständen freigelassen.